# 三湖車站
三湖車站位於台灣桃園市楊梅區，曾為臺灣鐵路管理局縱貫線（現已廢止）的鐵路車站。

## 歷史
- 1937年5月1日：設站，僅停靠汽油客車[1]。
- 1942年：因戰爭時期汽油客車無法取得足夠燃料而廢站。
- 1961年5月10日：恢復營業[2]。
- 1967年8月15日：廢站

## 車站構造
- 岸式月台兩座。

## 保存情況
- 山側月臺遺跡仍可辨識，海側月台遺跡因開發破壞而難以辨認。

## 利用狀況
- 已廢止。

| 年       | 年間  | 年間  | 年間     | 年間  | 1日平均 | 1日平均 |
| 年       | 上車  | 下車  | 上下車計 | 來源  | 上車    | 上下車  |
| -------- | ----- | ----- | -------- | ----- | ------- | ------- |
| 1937年度 | 6,946 | 6,639 | 13,585   | [ 3 ] | 21      | 41      |
| 1938年度 | 6,303 | 6,341 | 12,644   | [ 4 ] | 17      | 35      |
| 沒資料   |       |       |          |       |         |         |

## 車站周邊
- 桃園市楊梅區瑞原國民小學